# Callisthene dryadum
Callisthene dryadum là một loài thực vật có hoa trong họ Vochysiaceae. Loài này được Duarte mô tả khoa học đầu tiên năm 1962.